# Castiglioni (Poggibonsi)
Castiglioni (o Castiglion di Poggibonsi) è una località del comune italiano di Poggibonsi, nella provincia di Siena, in Toscana.

## Geografia fisica
Castiglioni si trova a sud del capoluogo, al confine con il territorio comunale e l'area urbana settentrionale di Colle di Val d'Elsa, lungo l'ex strada statale 68 di Val Cecina che collega Poggibonsi con Volterra. Il borgo è lambito a sud dal corso del fiume Elsa.
Il borgo dista 7 km dalla città di Poggibonsi e circa 25 km da Siena.

## Storia
Castiglioni sorge sull'antico confine tra la diocesi di Firenze e quella di Volterra. Nell'anno 998 la località è menzionata in una donazione all'abbazia di Marturi da parte del marchese Ugo II di Toscana, dove si legge della presenza a Castiglioni di una chiesa intitolata a San Michele. In seguito, ebbero dominio su Castiglioni i conti Guidi, ai quali fu confermato nei privilegi imperiali di Enrico VI e Federico II.
Nel territorio di Castiglioni erano compresi anche il popolo di Galognano, con la chiesa di Sant'Ansano, e soprattutto il nucleo di Rocchetta, con la chiesa di San Tommaso e il torrione trasformato in palazzo padronale dai Tolomei di Siena e venduto all'inglese Giovanni Acuto nel 1383.
Nel 1833 il borgo di Castiglioni contava 128 abitanti.

## Monumenti e luoghi d'interesse

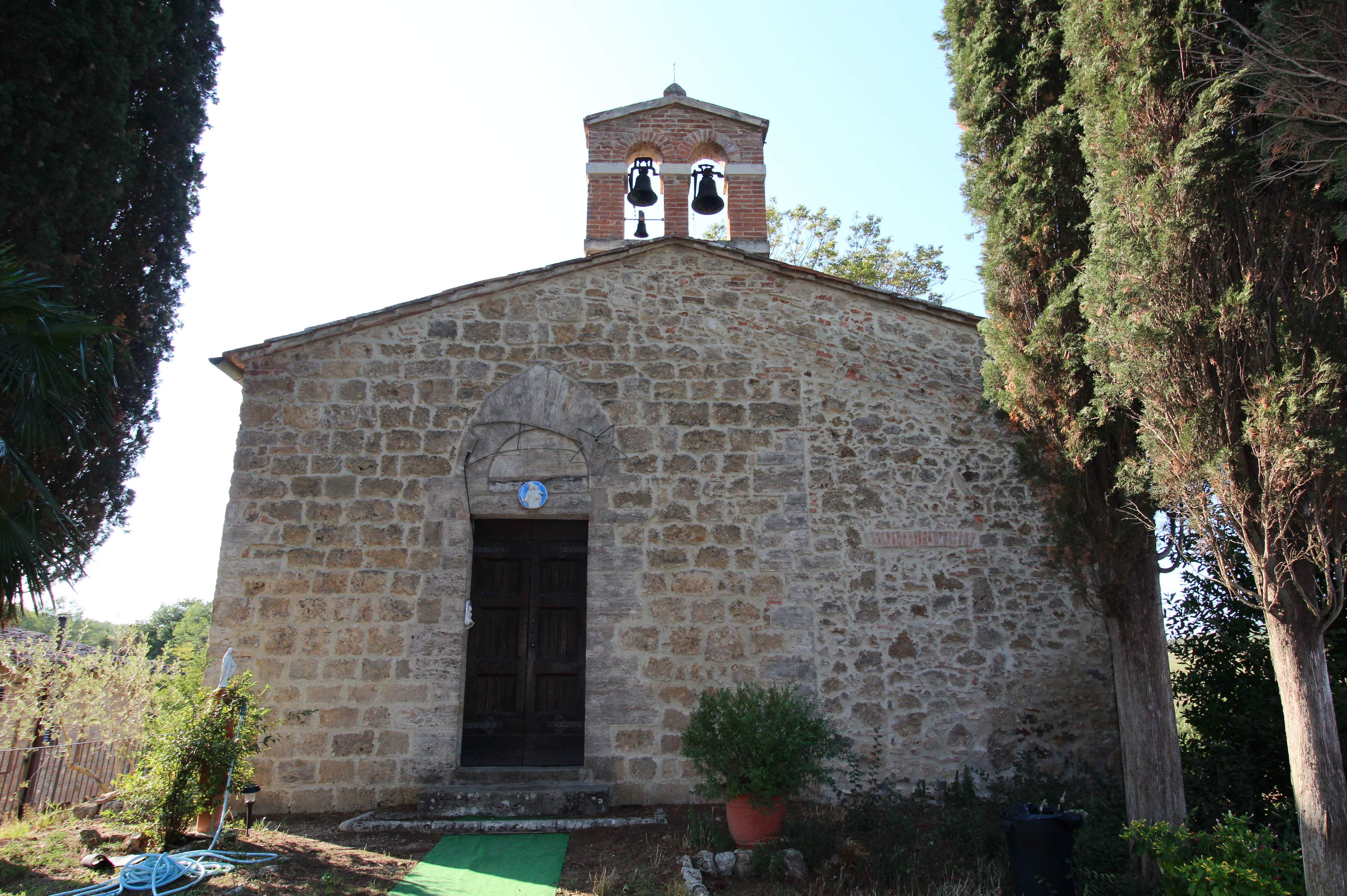
La chiesa di Santa Maria Maddalena

L'edificio di maggiore interesse della località è la chiesa di Santa Maria Maddalena, già presente in epoca alto-medievale con il titolo di San Michele, poi ricostruita nel XIV secolo. Abbandonata per molti anni, la chiesa è stata restaurata negli anni 2000 e restituita al culto. L'edificio presenta un impianto ad aula unica con base rettangolare, ed una struttura in muratura in bozze di pietra. Si trova in posizione elevata rispetto agli altri edifici del borgo, in quanto vi si accede da una scalinata che sale fino al sagrato. La facciata a capanna è il frutto di una sovrapposizione in quanto la parte destra venne aggiunta per permettere l'edificazione della sacrestia. Il portale d'accesso è sormontato da una lunetta a sesto acuto, mentre sul tetto si trova un piccolo campanile a vela.
Castiglioni è inoltre servito da un proprio cimitero.

## Geografia antropica
La località è composta dai due nuclei di Castiglioni Alto, in posizione soprelevata, e di Castiglioni Basso, che invece si sviluppa lungo le sponde settentrionali del fiume Elsa.